# Jindřich III. Plantagenet
Jindřich III. Plantagenet (1. říjen 1207 Winchester – 16. listopad 1272 Londýn) byl králem Anglie v letech 1216 až 1272. Od dob vlády Ethelreda II. byl prvním, který se stal panovníkem již v dětském věku. V době Jindřichovy vlády země prosperovala a největším jeho památníkem je Westminster, kde si zřídil své hlavní vládní sídlo a zdejší opatství rozšířil ve svatyni Eduarda Vyznavače.
Po otcově skonu byl jako devítiletý chlapec jmenován králem pod regentstvím populárního Viléma Marshala. Většinu své vlády strávil soupeřením se šlechtici o výklad Magny Charty a roku 1264 byl donucen svolat první parlament. Nebyl úspěšný ani na kontinentu, protože se mu nepodařilo obnovit vládu nad Normandií, Anjou a Akvitánií. Dožil se 65 let a stal se tak do té doby nejdéle vládnoucím panovníkem Anglie.

## Mládí
Narodil se 1. října 1207 jako prvorozený syn krále Jana a Isabely z Angoulême. Jeho korunovace byla prostá a účastnilo se jí pouze několik šlechticů a tři biskupové. Na hlavu mladého hocha položil biskup z Gloucesteru místo koruny jen jednoduchý zlatý kruh. Roku 1220 se konala na žádost papeže druhá korunovace, protože ta první nebyla podle jeho názoru v souladu s církevními rituály. Konala se 17. května 1220 ve Westminsterském opatství. Roku 1226 přijelo na pražský dvůr poselstvo anglického krále o žádost se zásnubami s Anežkou Českou. Do zásnub zasáhl císař Fridrich II., proto ze svatby sešlo.
Za Janovy vlády šlechtici podporovali invazi prince Ludvíka, protože se jim nelíbilo, jakým způsobem Jan vládl. Ovšem mladý princ pro ně byl výhodnější volbou. Jindřichův regent vyhlásil svůj záměr vládnout po dobu, kdy bude Jindřicha zastupovat, v souladu s Magnou Chartou. Magna Charta byla jako projev dobré vůle vůči šlechtě znovu vydána roku 1217 a regenti zastupovali Jindřicha až do roku 1227.

## Vláda
Když roku 1244 hrozila skotská invaze do Anglie, navštívil Jindřich hrad v Yorku a nechal ho přestavět na pevnost z kamene. Práce byly zahájeny roku 1245 a trvaly asi 20 až 25 let.
Jindřichova vláda byla poznamenána společenským napětím, když baronové, vedeni Simonem z Montfortu, požadovali větší vliv na řízení království. Francouz Montfort byl jedním ze zahraničních zbohatlíků a byl považován za Jindřichova poradce. Jindřich ho, v záchvatu vzteku, obvinil ze svádění své sestry a přinutil ho, aby předešel skandálu a oženil se s ní. Když se o tomto tajném sňatku dověděli baronové, rozpoutal se mezi oběma muži spor. Jejich vztah dospěl do krize roku 1250, když byl Montfort křivě obviněn za akce, které prováděl jako poručík v Gaskoňsku. Vlivní členové šlechty ho ale, k Jindřichově nelibosti, zbavili obvinění.
Jindřich se také zapletl do financování války na Sicílii na straně papeže, za získání titulu pro svého druhého syna Edmunda. To vyvolalo v mnoha baronech pocit, že se Jindřich vydává ve stopách svého otce Jana a jeho činy by měly podléhat větší kontrole z jejich strany. Montfort se stal vůdcem skupiny, která chtěla obnovit platnost Magny Charty a přinutit krále, aby se vzdal některých pravomocí ve prospěch rady baronů.
Roku 1258 přinutilo sedm významných šlechticů Jindřicha, aby podepsal Oxfordská ustanovení. Tento dokument převáděl moc na radu patnácti baronů, která měla mít pravomoci vlády a zároveň ustanovil pravidelné (třikrát do roka) zasedání parlamentu, který měl tuto radu kontrolovat, a ve skutečnosti zrušil absolutistickou monarchii. Jindřich byl přinucen účastnit se na kolektivní přísaze věrností těmto ustanovením.

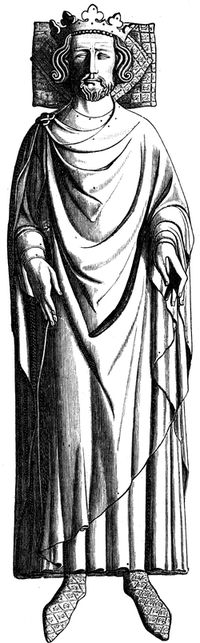
Nákres Jindřichova náhrobku

V následujících letech se vztahy mezi Montfordovými a Jindřichovými příznivci polarizovaly. Roku 1262 Jindřich obdržel papežovu bulu, která ho vyvazovala z jeho přísahy, a obě strany začaly organizovat své armády. Royalistické vojsko vedl Jindřichův nejstarší syn princ Eduard. Vypukla občanská válka, označovaná jako Druhá válka baronů.
Montfortovy síly ovládly do roku 1263 větší část jihovýchodní Anglie a 14. května v bitvě u Lewes byl Jindřich Montfortovou armádou poražen a uvězněn. Montford začal organizovat širší reprezentaci zahrnující zástupce ze všech hrabství a z mnoha významných měst. Jindřich a Eduard byli v té době stále uvězněni. V krátkém období, které následovalo, byla Anglie nejblíže k úplnému zrušení monarchie do doby vyhlášení republiky v letech 1649–1660. Mnoho baronů, kteří původně Montforda podporovali, ho začali obviňovat, že se svými plány zašel příliš daleko.
Po patnácti měsících princ Eduard unikl z vězení (byl osvobozen svým bratrancem Rogerem Mortimerem) a vedl královy přívržence proti vzbouřencům. V bitvě u Eveshamu roku 1265 byly Montfortovy síly poraženy. Královi spojenci se pak vzbouřencům krutě pomstili.
| „                                                | Lidské odpuštění přiláká zpátky více tvého lidu než nelítostné tresty, neboť touha po pomstě vyvolá nenávist jen u některých, ale rozjitří mnohé... | “ |
| — z dopisu papeže Klementa IV. králi Jindřichovi | |   |

## Jindřichovy postoje
Poté, co dosáhl dospělosti, chtěl upevnit vliv panovníka po vzoru francouzské monarchie. Oženil se s Eleanorou Provensálskou a mnoho jejích francouzských příbuzných uvedl do vysokých státních funkcí. Jindřichova snaha vládnout po dlouhou dobu bez jmenování ministrů, kteří by mohli být bráni k zodpovědnosti, se setkala mezi barony s odporem, protože tento způsob vládnutí považovali za cizácký.
Jindřich byl posedlý kultem svatého Eduarda Vyznavače. Podle Eduardova vzoru nosil i Jindřich skromné oblečení. Stěny ložnice měl vyzdobeny jeho obrazy a také po něm pojmenoval svého nejstaršího syna. Ustanovil Westminster, kde Eduard založil opatství, za trvalé sídlo královského dvora a Wistminster Hall se stala největším ceremoniálním místem království. Jindřich pověřil francouzské architekty, aby obnovili Westminsterské opatství v gotickém slohu. Hlavním důvodem rekonstrukce bylo vytvoření náhrobku pro ostatky Eduarda Vyznavače. Práce byly zahájeny roku 1245 a dílo bylo dokončeno roku 1269.

Jindřich byl také znám svými antižidovskými postoji. Vydal úřední nařízení, podle kterého museli Židé nosit speciální odznak hanby. Roku 1255 dal své Židy do zástavy bratrovi Richardovi.
| „               | Ty, které král stáhl z kůže, teď hrabě vykuchá... | “ |
| — Matthew Paris |                                                   |   |

Byl extrémně zbožný a jeho cesty byly často i několikrát denně přerušovány požadavkem na sloužení mší. Byl také extravagantní a lakomý. Když se mu narodil první syn Eduard, požadoval po Londýňanech, aby mu na oslavu jeho narození přinášeli dary a dokonce vracel dary, které ho neuspokojily. K tomu se váže úsloví z té doby Bůh nám dal to dítě, ale král je nám prodal.
Jindřich zemřel 16. listopadu 1272 a jeho následníkem se stal jeho syn Eduard. Královo tělo bylo do doby vybudování sarkofágu ve Westminsterském opatství na krátkou dobu uloženo v Eduardově hrobce. Dante Alighieri Jindřicha III. ve své Božské komedii umístil do Očistce.

## Vývod z předků
|                           |                            |  |                         |                               |  |  |  |  |  |  |  | Fulko V. z Anjou |
|                           |                            |  |                         |                               |  |  |  |  |  |  |  |                  |
|                           | Geoffroy V. z Anjou        |  |                         |                               |  |  |  |  |  |  |  |                  |
|                           |                            |  |                         |                               |  |  |  |  |  |  |  |                  |
|                           |                            |  |                         | Ermengarda z Maine            |  |  |  |  |  |  |  |                  |
|                           |                            |  |                         |                               |  |  |  |  |  |  |  |                  |
|                           | Jindřich II. Anglický      |  |                         |                               |  |  |  |  |  |  |  |                  |
|                           |                            |  |                         |                               |  |  |  |  |  |  |  |                  |
|                           |                            |  |                         | Jindřich I. Anglický          |  |  |  |  |  |  |  |                  |
|                           |                            |  |                         |                               |  |  |  |  |  |  |  |                  |
|                           | Matylda Anglická           |  |                         |                               |  |  |  |  |  |  |  |                  |
|                           |                            |  |                         |                               |  |  |  |  |  |  |  |                  |
|                           |                            |  |                         | Matylda Skotská               |  |  |  |  |  |  |  |                  |
|                           |                            |  |                         |                               |  |  |  |  |  |  |  |                  |
|                           | Jan Bezzemek               |  |                         |                               |  |  |  |  |  |  |  |                  |
|                           |                            |  |                         |                               |  |  |  |  |  |  |  |                  |
|                           |                            |  |                         | Vilém IX. Akvitánský          |  |  |  |  |  |  |  |                  |
|                           |                            |  |                         |                               |  |  |  |  |  |  |  |                  |
|                           | Vilém X. Akvitánský        |  |                         |                               |  |  |  |  |  |  |  |                  |
|                           |                            |  |                         |                               |  |  |  |  |  |  |  |                  |
|                           |                            |  |                         | Filipa z Toulouse             |  |  |  |  |  |  |  |                  |
|                           |                            |  |                         |                               |  |  |  |  |  |  |  |                  |
|                           | Eleonora Akvitánská        |  |                         |                               |  |  |  |  |  |  |  |                  |
|                           |                            |  |                         |                               |  |  |  |  |  |  |  |                  |
|                           |                            |  |                         | Aimery I. ze Châtelleraultu   |  |  |  |  |  |  |  |                  |
|                           |                            |  |                         |                               |  |  |  |  |  |  |  |                  |
|                           | Eleonora ze Châtelleraultu |  |                         |                               |  |  |  |  |  |  |  |                  |
|                           |                            |  |                         |                               |  |  |  |  |  |  |  |                  |
|                           |                            |  |                         | Dangereuse de L'Isle Bouchard |  |  |  |  |  |  |  |                  |
|                           |                            |  |                         |                               |  |  |  |  |  |  |  |                  |
| Jindřich III. Plantagenet |                            |  |                         |                               |  |  |  |  |  |  |  |                  |
|                           |                            |  |                         |                               |  |  |  |  |  |  |  |                  |
|                           |                            |  | Wulgrin II. z Angoulême |                               |  |  |  |  |  |  |  |                  |
|                           |                            |  |                         |                               |  |  |  |  |  |  |  |                  |
|                           | Vilém IV. z Angoulême      |  |                         |                               |  |  |  |  |  |  |  |                  |
|                           |                            |  |                         |                               |  |  |  |  |  |  |  |                  |
|                           |                            |  |                         | Pontia de la Marche           |  |  |  |  |  |  |  |                  |
|                           |                            |  |                         |                               |  |  |  |  |  |  |  |                  |
|                           | Aymer z Angoulême          |  |                         |                               |  |  |  |  |  |  |  |                  |
|                           |                            |  |                         |                               |  |  |  |  |  |  |  |                  |
|                           |                            |  |                         | Raymond I. z Turenne          |  |  |  |  |  |  |  |                  |
|                           |                            |  |                         |                               |  |  |  |  |  |  |  |                  |
|                           | Markéta z Turenne          |  |                         |                               |  |  |  |  |  |  |  |                  |
|                           |                            |  |                         |                               |  |  |  |  |  |  |  |                  |
|                           |                            |  |                         | Matylda z Perche              |  |  |  |  |  |  |  |                  |
|                           |                            |  |                         |                               |  |  |  |  |  |  |  |                  |
|                           | Isabela z Angoulême        |  |                         |                               |  |  |  |  |  |  |  |                  |
|                           |                            |  |                         |                               |  |  |  |  |  |  |  |                  |
|                           |                            |  |                         | Ludvík VI. Francouzský        |  |  |  |  |  |  |  |                  |
|                           |                            |  |                         |                               |  |  |  |  |  |  |  |                  |
|                           | Petr I. z Courtenay        |  |                         |                               |  |  |  |  |  |  |  |                  |
|                           |                            |  |                         |                               |  |  |  |  |  |  |  |                  |
|                           |                            |  |                         | Adéla Savojská                |  |  |  |  |  |  |  |                  |
|                           |                            |  |                         |                               |  |  |  |  |  |  |  |                  |
|                           | Alice z Courtenay          |  |                         |                               |  |  |  |  |  |  |  |                  |
|                           |                            |  |                         |                               |  |  |  |  |  |  |  |                  |
|                           |                            |  |                         | Renaud z Courtenay            |  |  |  |  |  |  |  |                  |
|                           |                            |  |                         |                               |  |  |  |  |  |  |  |                  |
|                           | Alžběta z Courtenay        |  |                         |                               |  |  |  |  |  |  |  |                  |
|                           |                            |  |                         |                               |  |  |  |  |  |  |  |                  |
|                           |                            |  |                         | Helvise du Donjon de Corbeil  |  |  |  |  |  |  |  |                  |
|                           |                            |  |                         |                               |  |  |  |  |  |  |  |                  |